# Бидл, Чонси Делос
Чонси Делос Бидл (англ. Chauncey Delos Beadle, 1866 — 1950) — американский ботаник и садовод канадского происхождения. 

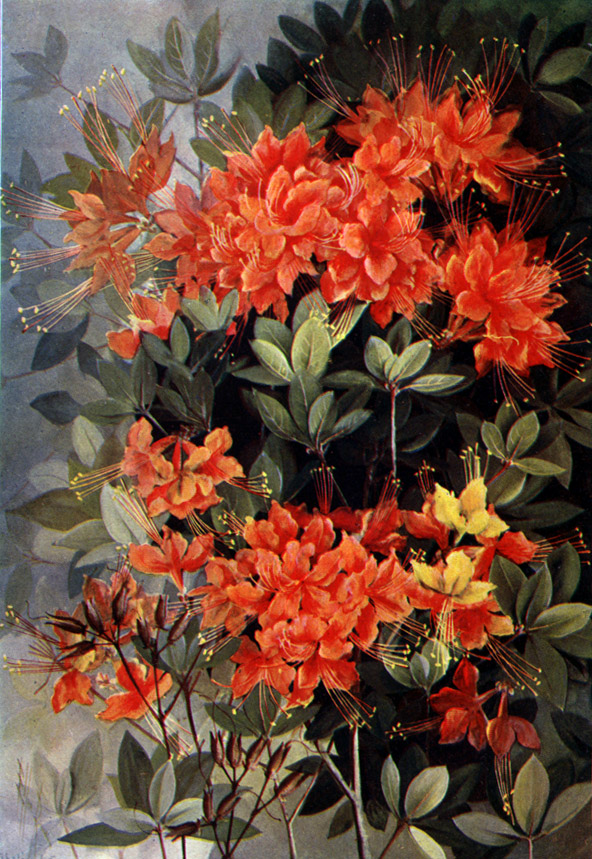
Иллюстрация из Southern Wildflowers and Trees.

## Биография
Чонси Делос Бидл родился 5 августа 1866 года в городе Сент-Катаринс.
Он получил образование в области садоводства в Ontario Agricultural College (1884) и в Корнеллском университете (1889).
В 1890 году он был нанят для оказания помощи главе сельского хозяйства, садоводства и лесного хозяйства.
Чонси Делос Бидл наиболее известен садоводческой работой с азалиями.
Бидл написал введение для Southern Wildflowers and Trees.
Чонси Делос Бидл умер в 1950 году.

## Научная деятельность
Чонси Делос Бидл специализировался на семенных растениях.

## Почести
The Azalea Garden был назван в его честь.